# Jota Aquilae
Jota Aquilae (ι Aql) – gwiazda w gwiazdozbiorze Orła, znajdująca się w odległości około 391 lat świetlnych od Słońca.

## Nazwa
Gwiazda ta dzieli z pobliską Lambda Aquilae tradycyjną nazwę Al Thalimain, która pochodzi od arabskiego ‏الثالمين‎ al-thalīmain, „dwa strusie”. Dla odróżnienia, do nazwy Joty Aquilae dodaje się łaciński człon Posterior, „tylna”, jako że wschodzi na niebie później od Lambdy.

## Charakterystyka
Jest to błękitna gwiazda należąca do typu widmowego B5, sklasyfikowana jako olbrzym, ale będąca raczej wciąż gwiazdą ciągu głównego. Ma temperaturę 14 020 K i emituje 445 razy więcej promieniowania niż Słońce, ma 3,6 razy większy promień i 4,3 razy większą masę. Te własności wskazują, że jest to wciąż młoda gwiazda, w której jądrze wciąż trwa synteza wodoru w hel (przy takiej masie etap ten trwa 140 milionów lat).
Gwiazda ma także optycznego towarzysza o obserwowanej wielkości gwiazdowej 13m, odległego o 45,4 sekundy kątowej (pomiar z 2010 r.). Gwiazdy jednak oddalają się w dużym tempie, dowodząc, że ich sąsiedztwo na niebie jest tylko przypadkowe.